# Jožef Forčič
Jožef Forčič, pospeševalec modernega kmetijstva, * 7. marec 1830,  † Preserje pri Komnu, † 3. maj 1903, Preserje pri Komnu.

## Življenje in delo
V mladosti je veliko potoval; tako si je ogledal Dalmacijo, Črno goro, Srbijo in Lombardijo. Povsod, kjer je potoval, je opazoval življenje in delo ljudi. Posebej se je zanimal kmetijstvo, sadjarstvo in vinogradništvo. Ko se je vrnil domov je vsa nova spoznanja sam preveril, potem pa učil okoliške kmete in vneto je pospeševal nove metode. Bil je član več kmetijskih društev. Svoje pridelke je pošiljal na razne razstave in z njimi dosegal najvišja priznanja. Fortič je bil markantna osebnost in ugleden ter splošno upoštevan mož. Dunajska vlada ga je za zasluge v kmetijstvu odlikovala s srebrnim križcem.